# Audi A6 C4
Audi A6 C4 (type 4A) var en øvre mellemklassebil fra Audi. Den kom på markedet i midten af 1994 som efterfølger for og en faceliftet udgave af Audi 100 C4. Den var dermed den første model i serien efter omdøbningen af Audi 100 til Audi A6. Den tilsvarende sportsmodel blev samtidig omdøbt fra S4 til S6.

## Modelhistorie
Den interne betegnelse "4A/C4" fra fjerde generation af Audi 100 blev genbrugt til Audi A6, da modellen ikke var en teknisk nyudvikling men derimod et facelift. Audi 100 C4 blev modificeret i forskellige detaljer og fra juni 1994 (modelår 1995) solgt som Audi A6. Det grundlæggende tekniske layout var identisk med forgængerens. Modellen blev i denne udførelse bygget frem til oktober 1997. Ligesom sine forgængere var A6 C4 udstyret med det i 1985 introducerede, fuldt forzinkede karrosseri, og kunne leveres med fire-, fem-, seks- og ottecylindrede motorer hvoraf udvalgte motor- og udstyrsvarianter som ekstraudstyr kunne leveres med quattro-firehjulstræk. Efterfølgeren var den komplet nyudviklede Audi A6 C5.
Den største ændring i forhold til forgængeren var ud over talrige designmodifikationer introduktionen af Audis hidtil stærkeste dieselmotor. Det drejede sig om en femcylindret rækkemotor med direkte indsprøjtning, fordelerindsprøjtningspumpe, turbolader, luftmængdemåler, elektronisk styret udstødningsgastilbageføring og oxidationskatalysator. Med dette udstyr kunne en dieselbil fra Audi i standardudførelse for første gang overskride 200 km/t-grænsen. Motoren kunne kombineres med automatgear eller for første gang i en dieselbil en manuel gearkasse med seks fremadgående gear. Også denne motor fandtes med quattro-firehjulstræk som ekstraudstyr.
Udvendigt synlige ændringer på A6 i forhold til Audi 100 var:
- Modificerede kofangere (uden påsatte, sorte kunststoflister) i bilens farve
- I bilens farve lakerede sidelister på døre og forskærme
- Motorhjelmen og kølergrillen samt bagenden var let V-formede ind mod midten af bilen
- Højre sidespejl lidt mindre end det venstre. Begge var nu, uanset motorstørrelse og udstyrsniveau, lakeret i bilens farve (førhen kun versioner med V6-motor eller som ekstraudstyr)
- Kromlister under ruderne (på 140 hk TDI, V6 og S6, fra modelår 1996 på samtlige versioner)
- Hvide blinklys fortil
- Sideblinklys på forskærmene foran A-søjlen
- Nydesignet rat og gearknop
- Nydesignet kombiinstrument med mere moderne skrifttype og digital kilometer- og triptæller, digitalur på versioner med ekstrainstrumenter erstattet af analogur
- Ved låste døre forsvandt låseknapperne helt ned i dørbeklædningerne
- Biler bestilt med radio fra fabrikken havde ikke længere radio i DIN-standardstørrelse; biler med kun radioforberedelse eller leveret uden radio fra fabrikken havde fortsat "almindelig" DIN-radiokonsol ligesom Audi 100

Tekniske og sikkerhedsmæssige ændringer i forhold til Audi 100:
- Tredje bremselygte (fra modelår 1996 standard i samtlige versioner)
- Fører- og passagerairbag standard, afløste procon-ten
- Nyt centrallåsesystem (fra modelår 1996)
- Hvide blinklys foran
- Bortfald af oliemålepinden til automatgearkassen

Mod slutningen af modellens levetid introducerede Audi ud over Audi S6 endnu en sportsversion af A6 i marts 1996: Audi S6 plus, som kun fandtes med en effektøget 4,2-liters V8-motor. Derimod fandtes den almindelige S6 både med en femcylindret 2,2-liters turbomotor og en 4,2-liters V8-motor. S6 plus fandtes både som Limousine og Avant og blev bygget hos quattro GmbH i Neckarsulm. I S6 plus steg V8-motorens ydelse fra 213 kW (290 hk) til 240 kW (326 hk). Af S6 plus blev der frem til 1997 kun bygget 97 Limousine- og 855 Avant-modeller.
I Kina fremstillede FAW-Volkswagen A6 C4 i årene 1998 til 2003 som efterfølger for Audi 200 Lang.

## Sikkerhed
Det svenske forsikringsselskab Folksam vurderer flere forskellige bilmodeller ud fra oplysninger fra virkelige ulykker, hvorved risikoen for død eller invaliditet i tilfælde af en ulykke måles. I rapporterne Hur säker är bilen? er/var Audi A6 C4 samt Audi 100 C4 klassificeret som følger:
- 1999: Mindst 50% bedre end middelbilen[2]
- 2001: Mindst 20% bedre end middelbilen[3]
- 2003: Mindst 15% bedre end middelbilen[4]
- 2005: Mindst 15% bedre end middelbilen[5]
- 2007: Mindst 20% bedre end middelbilen[6]
- 2009: Mindst 20% bedre end middelbilen[7]
- 2011: Som middelbilen[8]
- 2013: Som middelbilen[9]
- 2015: Som middelbilen[10]

## Tekniske data

### Benzinmotorer
|                                                | 1.8                                         | 2.0                 | 2.0E                            | 2.0E 16V             | 2.2 (S6)                                | 2.6                                                         | 2.8                                                           | 2.8                                          | S6 4.2                                | S6 plus                |
| Byggeperiode                                   | 1995−1997                                   | 1994−1995           | 1994−1995                       | 1994−1995            | 1994−1997                               | 1994−1997                                                   | 1994−1997                                                     | 1995−1997                                    | 1994−1997                             | 1996−1997              |
| Motordata                                      |                                             |                     |                                 |                      |                                         |                                                             |                                                               |                                              |                                       |                        |
| Motorkendebogstaver                            | ADR                                         | AAE                 | ABK                             | ACE                  | AAN                                     | ABC                                                         | AAH                                                           | ACK                                          | AEC                                   | AHK                    |
| Motortype                                      | R4-benzinmotor                              | R4-benzinmotor      | R4-benzinmotor                  | R4-benzinmotor       | R5-benzinmotor                          | V6-benzinmotor                                              | V6-benzinmotor                                                | V6-benzinmotor                               | V8-benzinmotor                        | V8-benzinmotor         |
| Antal ventiler pr. cylinder                    | 5                                           | 2                   | 2                               | 4                    | 4                                       | 2                                                           | 2                                                             | 5                                            | 4                                     | 4                      |
| Ventilstyring                                  | DOHC, tandrem                               | OHC, tandrem        | OHC, tandrem                    | DOHC, tandrem/kæde   | DOHC, tandrem/kæde                      | 2 × OHC, tandrem                                            | 2 × OHC, tandrem                                              | 2 × DOHC, tandrem/kæde                       | 2 × DOHC, tandrem/kæde                | 2 × DOHC, tandrem/kæde |
| Fødesystem                                     | Multipoint                                  | Monopoint           | Multipoint                      | Multipoint           | Multipoint                              | Multipoint                                                  | Multipoint                                                    | Multipoint                                   | Multipoint                            | Multipoint             |
| Trykladning                                    | –                                           | –                   | –                               | –                    | Turbolader, ladeluftkøler               | –                                                           | –                                                             | –                                            | –                                     | –                      |
| Køling                                         | Vandkøling                                  | Vandkøling          | Vandkøling                      | Vandkøling           | Vandkøling                              | Vandkøling                                                  | Vandkøling                                                    | Vandkøling                                   | Vandkøling                            | Vandkøling             |
| Boring × slaglængde                            | 81,0 × 86,4 mm                              | 82,5 × 92,8 mm      | 82,5 × 92,8 mm                  | 82,5 × 92,8 mm       | 81,0 × 86,4 mm                          | 82,5 × 81,0 mm                                              | 82,5 × 86,4 mm                                                | 82,5 × 86,4 mm                               | 84,5 × 93,0 mm                        | 84,5 × 93,0 mm         |
| Slagvolume                                     | 1781 cm³                                    | 1984 cm³            | 1984 cm³                        | 1984 cm³             | 2226 cm³                                | 2598 cm³                                                    | 2771 cm³                                                      | 2771 cm³                                     | 4172 cm³                              | 4172 cm³               |
| Kompressionsforhold                            | 10,3:1                                      | 9,2:1               | 10,3:1                          | 10,8:1               | 9,3:1                                   | 10,0:1                                                      | 10,3:1                                                        | 10,6:1                                       | 10,8:1                                | 11,6:1                 |
| Maks. effekt ved omdr./min.                    | 92 kW (125 hk) 5800                         | 74 kW (101 hk) 5500 | 85 kW (115 hk) 5400             | 103 kW (140 hk) 5900 | 169 kW (230 hk) 5900                    | 110 kW (150 hk) 5750                                        | 128 kW (174 hk) 5500                                          | 142 kW (193 hk) 6000                         | 213 kW (290 hk) 5800                  | 240 kW (326 hk) 6500   |
| Maks. drejningsmoment ved omdr./min.           | 168 Nm 3500                                 | 157 Nm 2750         | 168 Nm 3200                     | 185 Nm 4500          | 350 Nm 19501                            | 225 Nm 3500                                                 | 245 Nm2 3000                                                  | 280 Nm 3200                                  | 400 Nm 4000                           | 400 Nm 3500            |
| Kraftoverførsel                                |                                             |                     |                                 |                      |                                         |                                                             |                                                               |                                              |                                       |                        |
| Drivende hjul (standardudstyr)                 | Forhjul                                     | Forhjul             | Forhjul                         | Forhjul              | Alle                                    | Forhjul                                                     | Forhjul                                                       | Forhjul                                      | Alle                                  | Alle                   |
| Drivende hjul (ekstraudstyr)                   | Alle                                        | –                   | –                               | –                    | –                                       | Alle                                                        | Alle                                                          | Alle                                         | –                                     | –                      |
| Gearkasse (standardudstyr)                     | 5-trins manuel                              | 5-trins manuel      | 5-trins manuel                  | 5-trins manuel       | 5-trins manuel                          | 5-trins manuel                                              | 5-trins manuel                                                | 5-trins manuel                               | 6-trins manuel                        | 6-trins manuel         |
| Gearkasse (ekstraudstyr)                       | 4-trins automatisk3                         | –                   | 4-trins automatisk              | –                    | 6-trins manuel eller 4-trins automatisk | 4-trins automatisk                                          | 4-trins automatisk                                            | 4-trins automatisk3                          | 4-trins automatisk                    | –                      |
| Præstationer (Limousine)4                      |                                             |                     |                                 |                      |                                         |                                                             |                                                               |                                              |                                       |                        |
| Topfart                                        | 200 km/t [198 km/t]                         | 182 km/t            | 190 km/t (187 km/t)             | 204 km/t             | [241 km/t] [(236 km/t)]                 | 209 km/t (207 km/t) [208 km/t] [(205 km/t)]                 | 219 km/t (217 km/t) [218 km/t] [(215 km/t)]                   | 230 km/t (228 km/t) [229 km/t] [(226 km/t)]  | [249 km/t]                            | [250 km/t]             |
| Acceleration 0-100 km/t                        | 11,2 sek. [11,5 sek.]                       | 12,9 sek.           | 11,9 sek. (13,9 sek.)           | 10,1 sek.            | [6,8 sek.]5 [(8,1 sek.)]                | 9,9 sek. (11,5 sek.) [10,1 sek.] [(12,5 sek.)]              | 9,1 sek. (10,2 sek.) [9,1 sek.] [(11,2 sek.)]                 | 8,1 sek. (9,2 sek.) [8,1 sek.] [(9,9 sek.)]  | [5,9 sek.] [(7,1 sek.)]               | [5,6 sek.]             |
| Brændstofforbrug pr. 100 km ved blandet kørsel | 7,9 liter [8,5 liter] Blyfri 95             | 7,8 liter Blyfri 91 | 8,0 liter (8,3 liter) Blyfri 95 | 7,9 liter Blyfri 95  | [9,5 liter] [(9,9 liter)] Blyfri 98     | 8,6 liter (9,2 liter) [10,0 liter] [(10,5 liter)] Blyfri 95 | 8,9 liter (9,6 liter) [10,0 liter] [(10,3 liter)] Blyfri 95   | 8,7 liter [9,5 liter] Blyfri 98              | [10,9 liter] [(10,7 liter)] Blyfri 98 | [11,1 liter] Blyfri 98 |
| Præstationer (Avant)4                          |                                             |                     |                                 |                      |                                         |                                                             |                                                               |                                              |                                       |                        |
| Topfart                                        | 196 km/t (193 km/t) [198 km/t]              | –                   | 186 km/t (183 km/t)             | 196 km/t             | [235 km/t] [(231 km/t)]                 | 205 km/t (203 km/t) [204 km/t] [(201 km/t)]                 | 214 km/t (212 km/t) [213 km/t] [(210 km/t)]                   | 227 km/t (225 km/t) [226 km/t] [(223 km/t)]  | [247 km/t]                            | [250 km/t]             |
| Acceleration 0-100 km/t                        | 11,4 sek. (13,1 sek.) [11,7 sek.]           | –                   | 12,2 sek. (14,4 sek.)           | 10,0 sek.            | [6,9 sek.]6 [(8,4 sek.)]                | 10,1 sek. (11,9 sek.) [10,3 sek.] [(12,8 sek.)]             | 9,3 sek. (10,5 sek.) [9,3 sek.] [(11,6 sek.)]                 | 8,3 sek. (9,5 sek.) [8,2 sek.] [(10,2 sek.)] | [6,0 sek.] [(7,3 sek.)]               | [5,7 sek.]             |
| Brændstofforbrug pr. 100 km ved blandet kørsel | 7,2 liter (7,7 liter) [7,7 liter] Blyfri 95 | –                   | 8,0 liter (8,3 liter) Blyfri 95 | 7,9 liter Blyfri 95  | [9,8 liter] [(10,2 liter)] Blyfri 98    | 8,9 liter (9,5 liter) [10,3 liter] [(10,8 liter)] Blyfri 95 | 10,0 liter (10,3 liter) [10,3 liter] [(10,6 liter)] Blyfri 95 |                                              | [10,9 liter] [(10,8 liter)] Blyfri 98 | [11,1 liter] Blyfri 98 |

Samtlige versioner med benzinmotor er E10-kompatible.

### Dieselmotorer
|                                                | 1.9 TDI                      | 2.5 TDI                                 | 2.5 TDIs                       |
| Byggeperiode                                   | 1994−1997                    | 1994−1997                               | 1994−1997                      |
| Motordata                                      |                              |                                         |                                |
| Motorkendebogstaver                            | 1Z, AHU                      | AAT                                     | AEL                            |
| Motortype                                      | R4-dieselmotor               | R5-dieselmotor                          | R5-dieselmotor                 |
| Antal ventiler pr. cylinder                    | 2                            | 2                                       | 2                              |
| Ventilstyring                                  | OHC, tandrem                 | OHC, tandrem                            | OHC, tandrem                   |
| Fødesystem                                     | Direkte                      | Direkte                                 | Direkte                        |
| Trykladning                                    | Turbolader, ladeluftkøler    | Turbolader, ladeluftkøler               | Turbolader, ladeluftkøler      |
| Køling                                         | Vandkøling                   | Vandkøling                              | Vandkøling                     |
| Boring × slaglængde                            | 79,5 × 95,5 mm               | 81,0 × 95,5 mm                          | 81,0 × 95,5 mm                 |
| Slagvolume                                     | 1896 cm³                     | 2461 cm³                                | 2461 cm³                       |
| Kompressionsforhold                            | 19,5:1                       | 20,0:1                                  | 20,0:1                         |
| Maks. effekt ved omdr./min.                    | 66 kW (90 hk) 4000           | 85 kW (115 hk) 4000                     | 103 kW (140 hk) 4000           |
| Maks. drejningsmoment ved omdr./min.           | 202 Nm 1900                  | 265 Nm 1900                             | 290 Nm 1900                    |
| Kraftoverførsel                                |                              |                                         |                                |
| Drivende hjul (standardudstyr)                 | Forhjul                      | Forhjul                                 | Forhjul                        |
| Drivende hjul (ekstraudstyr)                   | –                            | –                                       | Alle                           |
| Gearkasse (standardudstyr)                     | 5-trins manuel               | 5-trins manuel                          | 6-trins manuel                 |
| Gearkasse (ekstraudstyr)                       | 4-trins automatisk           | 6-trins manuel eller 4-trins automatisk | 4-trins automatisk1            |
| Præstationer (Limousine)2                      |                              |                                         |                                |
| Topfart                                        | 177 km/t                     | 195 km/t (192 km/t)                     | 208 km/t [206 km/t]            |
| Acceleration 0-100 km/t                        | 13,9 sek. (17,5 sek.)        | 11,2 sek. (12,9 sek.)                   | 9,9 sek. [10,0 sek.]           |
| Brændstofforbrug pr. 100 km ved blandet kørsel | 5,9 liter (6,1 liter) Diesel | 6,7 liter3 (6,5 liter) Diesel           | 6,1 liter [6,5 liter] Diesel   |
| Præstationer (Avant)2                          |                              |                                         |                                |
| Topfart                                        | 173 km/t                     | 190 km/t (187 km/t)                     | 203 km/t (200 km/t) [201 km/t] |
| Acceleration 0-100 km/t                        | 14,2 sek. (17,9 sek.)        | 11,4 sek. (13,2 sek.)                   | 10,1 sek. [10,2 sek.]          |
| Brændstofforbrug pr. 100 km ved blandet kørsel | 6,2 liter (6,4 liter) Diesel | 6,7 liter3 (6,5 liter) Diesel           | 6,4 liter Diesel               |